# 極底探険船ポーラーボーラ
『極底探険船ポーラーボーラ』（きょくていたんけんせんポーラーボーラー、英題：The Last Dinosaur）は、1977年にランキン・バス プロダクション、円谷プロダクションにより製作された日米合作の秘境型恐竜SF映画。当初の劇場公開時の日本語題は、原題を直訳した『最後の恐竜』である。アメリカではテレビ映画としてABCネットワークで1977年2月11日に放送された。

## ストーリー
大企業トラスト・インダストリーの社長で、世界的ハンターとして知られるマステン・トラストは、地底探険艇「ポーラーボーラ」で油田の調査を行っていた。極地で調査を行っていたポーラボーラ5号が帰還したが、生還したのは地質学者のチャック・ウェイドだけだった。彼によると、氷床の下に潜航した際、火口湖がある世界に浮上し、他のクルーは巨大な生物に食い殺されたというのだ。マステンはその正体をティラノサウルスと判断し、ポーラボーラで自ら調査に乗り出すこととなった。同行するのは、生還者のチャックとポーラボーラの開発者である川島博士、マサイ族のハンターであるブンタ、そしてピューリッツァー賞受賞歴がある女性カメラマンのフランキー・バンズ。記者がついてくることを嫌ったマステンだったが、フランキーの熱心な説得に、同行を許可する。
一行を乗せたポーラーボーラは、マザー1から発進し地中深く掘削するが、プテラノドンが飛び交う未知の世界に到着した。上陸した一行はセラトプシアンの襲撃をやり過ごし、ベースキャンプを設置する。川島博士を残してティラノサウルスを探しに向かったマステン達だったが、マステンのライフルとブンタの槍では太刀打ちできず、逆に追われる側になってしまう。ティラノサウルスはベースキャンプを襲撃し、川島博士を踏み潰した上に、ポーラボーラを持ち去ってしまう。巣ではトリケラトプスがティラノサウルスに襲いかかるが、ティラノサウルスは返り討ちにしてしまった。
ベースキャンプに戻ったマステン達は、姿を消したポーラボーラが沈められたと思い込み、マステンはティラノサウルスを仕留めることを誓う。ポーラボーラとキャンプを失ったマステン達は、キャンプの残骸から槍と盾、クロスボウを自作し、自給自足に入る。そこへ遭遇したのは、洞窟に暮らす原始人たちだった。クロスボウで追い払おうとするマステンだったが、原始人の1人であるヘイゼルは彼らに興味を持ち、一行と同行する。フランキーとヘイゼルが川で髪を洗っていたところへティラノサウルスが再び現れる。2人は洞窟へ逃れ、マステン達は岩にくくりつけた罠でティラノサウルスを撃退することができた。マステンは投石機でティラノサウルスを殺すことを思いつく。
投石機を完成させたマステン達は、ティラノサウルスが来るのを待つ。狩りの最中、ウェイドがまだ使用可能なポーラボーラを見つける。ウェイドとフランキーはポーラボーラを修理し、地上に戻ることを提案するが、マステンはティラノサウルスを仕留めることにこだわり帰還を拒否する。仕方なく、ウェイドとフランキーは2人だけでポーラボーラを火口湖へ向かわせる。その間、マステンとブンタはティラノサウルスに遭遇するが、ブンタが食い潰されてしまう。説得に向かったフランキーはマステンに再会するが、ティラノサウルスが投石機の前に現れる。マステンの投石機が放った岩はティラノサウルスの頭部に命中したが、致命傷にはならず、投石機はティラノサウルスに破壊されてしまう。
火口湖の火山が活動を始め、帰還できるタイムリミットが迫る。フランキーは、ティラノサウルスを最後の1匹として残して、共に帰るようマステンを説得する。しかし、マステンはこの世界に残ることを選び、ヘイゼルの元へ向かうのだった。

## スタッフ
- 監督：アレックス・グラスホフ（英語版）、小谷承靖（トム・コタニ名義）
- 製作：ジュール・バス（英語版）、アーサー・ランキン・ジュニア（英語版）、円谷皐
- 脚本：ウィリアム・オーバーガード（英語版）
- 撮影：上田正治
- 音楽：モーリー・ローズ（英語版）、広瀬健次郎
- 特殊効果：佐川和夫
- 配給会社：東宝東和（日本公開時）

## キャスト

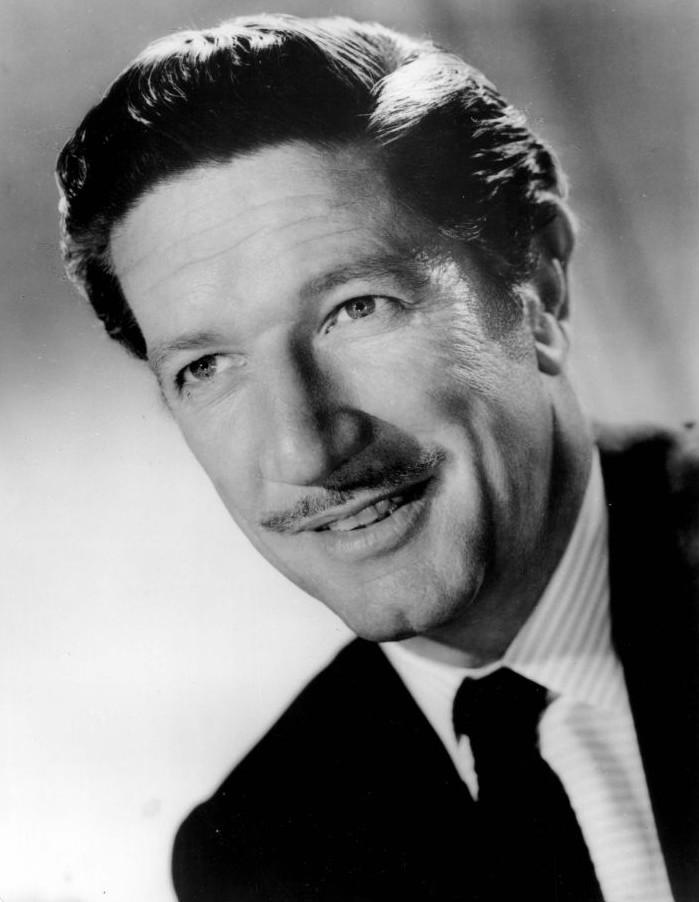
1959年のリチャード・ブーン。作品冒頭のアルバムに、この写真が1956年のマステンとして登場する。

※括弧の中のキャストは日本語吹き替え版声優（1979年5月4日、ゴールデン洋画劇場）
- リチャード・ブーン：マステン・トラスト（森山周一郎）
- ジョン・バン・アーク：フランキー・バンズ（平井道子）
- スティーブン・キーツ（英語版）：チャック・ウェイド（堀勝之祐）
- ルーサー・ラックリー（英語版）：ブンタ
- 中村哲：川島博士
- 関谷ますみ：ヘイゼル
- 苅谷俊介：原始人のリーダー
- 河合徹：ティラノサウルス
- 二家本辰巳：トリケラトプス[5]

## 登場メカ
ポーラーボーラ
切迫した石油危機に対処するために建造された、特殊石油探索艇。レーザードリルとも呼ばれる。銀色の円筒形のボディにドリルがついたシンプルな外観で、上部にハッチがある。海上の母船「マザー1」と共に運用され、有人式で5名の乗員を乗せることができる。全長8.5メートル。海中を67ノット、地底を時速30キロメートルで掘り進む能力がある。複数台が存在し、ポーラーボーラ5号が未知の世界を偶然見つけたことで、マステンが別の機体を火口湖に行くために使う。
- デザインはランキンプロ側で用意され、造型はヒルマモデルクラフトが手掛けた。造形物は、乗り込みシーンのための実物大セットと、アルミ製の小サイズ・FRP製の中サイズ・ベニヤ製の大サイズの3種類のミニチュアが制作された。このうち、中サイズと大サイズは本作品にアルバイトとして参加していた映画監督の原口智生が後年に譲り受けたが、後者は原口の祖母により植木鉢にされてしまったという。
- ポーラーボーラの英語表記はPolar-Borerとなる。polarは「極（南極・北極）」を、 borerは工具のキリなどの穴を穿つものやフナクイムシなどを意味する。

マザー1
ポーラーボーラの母船。地底へ潜るポーラーボーラを地上から捕捉している。
マクドネル・ダグラス DC-10
マステンとバンズが日本に向かうために用いたトラスト・インダストリーの社有機。機内には暖炉やプロジェクターがある大部屋があり、壁にはマステンの獲物が剥製として飾られている。
- 飛行シーンは、大きさ1mのミニチュアで撮影された。

## 登場古生物
- スーツと操演によって撮影された[1]。

ティラノサウルス
絶滅を免れ火口湖の付近に生息していた肉食恐竜。湖の近くの岩場に巣があり獲物の骨が大量に散乱している。マステンの狩りの対象となるが、ポーラボーラを巣に持ち帰ってしまう。
- 造形物は着ぐるみと実物大の右足と尾。着ぐるみは、腕を小さく造形し、スーツアクターの腕を頭部にまわして顎を動かしている。
- 着ぐるみは『恐竜大戦争アイゼンボーグ』の恐竜帝王ウルルに流用された。

トリケラトプス
岩場の中から出現した角竜。ティラノサウルスと対決するが喉を噛み切られ死亡。
- 着ぐるみは二人の人間が入る形になっている。

プテラノドン
- 造形物は一体だが劇中では合成で複数登場している。操演で表現されている。

## 主題歌
- 「The Last Dinosaur（極底探険船ポーラーボーラ 愛のテーマ）」（Capitol Music）
  - 作詞：ジュール・バス
  - 作曲：モーリー・ローズ
  - 編曲：バーナード・ホーファー（英語版）
  - 歌：ナンシー・ウィルソン

## その他
- 公開までの予告や脚本は原題を直訳した『最後の恐竜』となっており、VHSでもこのタイトルでソフト化された。このタイトルは生き残っていた恐竜と計画の首謀者であるマステン自身にもかけたタイトルであり、主題歌でも歌われている。
- 北極圏の火口湖のシーンは、上高地でロケが行われた。特撮シーンの大半はスタジオで撮影されたが、一部は富士山近辺にティラノサウルスの着ぐるみを運んで撮影された[9]。
- 米国では本作品の好評を経て、ほぼ同じスタッフでテレビ映画『バミューダの謎/魔の三角水域に棲む巨大モンスター!（原題：The Bermuda Depths）』（1978年1月27日）と『アイボリー・エイプ（英語版）』（1980年4月18日）がABCで放送された。日本では、1979年5月4日に「ゴールデン洋画劇場」でテレビ初放送された後、同番組枠で7月20日に「未公開パニック傑作選」の一篇としてが放送された。同じタイトルでDVDソフト化されている。